# جانيت بوهلن
جانيت بوهلن (بالإنجليزية: Jeanette Pohlen)‏ مواليد 2 مايو 1989 في داوني، هي لاعبة كرة سلة أمريكية. بدأت مسيرتها الاحترافية في سنة 2011. تم اختيارها من قبل فريق إنديانا فيفر خلال الدرافت. تلعب في دوري الاتحاد الوطني لكرة السلة النسائية كلاعب هجوم خلفي. فازت بلقب دوري المحترفات.

## روابط خارجية
- جانيت بوهلن على موقع الاتحاد الوطني لكرة السلة النسائية (الإنجليزية)
- جانيت بوهلن على موقع كرة السلة الأوروبية.كوم (الإنجليزية)
- جانيت بوهلن على موقع كلية كرة السلة في سبورتس رفرنس.كوم (الإنجليزية)
- جانيت بوهلن على موقع بروبوليرز (الإنجليزية)
- جانيت بوهلن على موقع سبورتس رفرنس (الإنجليزية)